# Kršćanstvo i homoseksualnost
Unutar kršćanstva postoje različita gledišta o seksualnoj orijentaciji i homoseksualnosti. Čak i unutar denominacije, pojedinci i skupine mogu imati različita gledišta, a ne moraju svi pripadnici denominacije nužno podržavati stavove svoje crkve o homoseksualnosti.

## Povijest
Mnogo se raspravljalo o povijesti kršćanstva i homoseksualnosti. Neki drže da ranokršćanske crkve žale zbog istospolnih veza, dok druge tvrde da su te odnose prihvatile na razini svojih heteroseksualnih kolega. Ta se neslaganja tiču, u nekim slučajevima, prijevoda određenih pojmova ili značenja i konteksta nekih odlomaka.
Ovaj se članak usredotočuje na dvadeseto i dvadeset i prvo stoljeće, pokrivajući kako Biblija spominje tu temu, je li osuđena ili nije od strane autora te primjenjuju li se različiti odlomci danas. Pokrenula se značajna rasprava oko pravilnog tumačenja levitskog zakonika; priča o Sodomi i Gomori; i razni pavlinski odlomci te osuđuju li ti stihovi istospolne seksualne aktivnosti.

## Pogledi Kršćanskih denominacija

### Katolička Crkva
Katolička Crkva smatra grešnim svaki spolni čin izvan braka sklopljena sakramentom ženidbe. Crkva navodi da su „homoseksualne tendencije” „neuredne”, ali samu tendenciju ne smatra grešnom, već iskušenje toga grijeha. Crkva, međutim, smatra „homoseksualna djela” „teškim grijesima”, „suštinski poremećenim” i „u suprotnosti s prirodnim zakonom” i „ni pod kojim uvjetima ih se ne može odobriti”.
Katekizam Katoličke Crkve navodi da „muškarci i žene koji imaju duboko ukorijenjene homoseksualne sklonosti... moraju biti prihvaćeni s poštovanjem, suosjećanjem i osjetljivošću”. „Treba izbjegavati svaki znak nepravedne diskriminacije u njihovom pogledu.” Protive se kaznenim zakonima protiv homoseksualnosti. Katolička Crkva zahtijeva od onih koji su privučeni ljudima istog (ili suprotnog) spola da prakticiraju čistoću, jer uči da se spolnost treba provoditi samo unutar braka, što uključuje čedan spolni odnos kao trajan, otvoren životu i monogaman. Vatikan razlikuje između „duboko ukorijenjenih homoseksualnih tendencija” i „izraza prolaznog problema” (što bi se moglo prevesti kao ''faza'') u odnosu na ređenje u svećeništvo, rekavši u dokumentu Uputa o kriterijima za razlikovanje zvanja u odnosu na osobe homoseksualnih sklonosti s obzirom na njihov prijem u Sjemenište i sveti red iz 2005. da se homoseksualne tendencije „moraju jasno prevladati najmanje tri godine prije ređenja za đakonat”.

### Pravoslavne crkve
Istočne pravoslavne crkve, poput Katoličke crkve, također osuđuju homoseksualna djela.
Pravoslavna crkva dijeli dugu povijest crkvenih učenja i kanonskog prava s Katoličkom crkvom i ima sličan konzervativni stav o homoseksualnosti. Neke jurisdikcije Pravoslavne crkve, poput Pravoslavne crkve u Americi, dobrodošle su prema ljudima s „homoseksualnim osjećajima i osjećajima” istovremeno ih potičući da rade na tome da „prevladaju njegove štetne učinke u svom životu” i ne dopuštajući pristup sakramentima ljudima koji opravdavaju ili podržavaju homoseksualne aktivnosti. Druge pravoslavne crkve, poput one u istočnoj Europi i Grčkoj, na homoseksualnost gledaju s manje naklonosti.

### Protestantske crkve

#### Liberalni stav
Određene druge kršćanske vjeroispovijesti ne smatraju monogamne istospolne veze grešnima ili nemoralnima i mogu blagoslivljati takve zajednice i smatrati ih brakovima. Tu se ubrajaju Ujedinjena crkva Kanade, Prezbiterijanska crkva (SAD), Ujedinjena Crkva Kristova, sve njemačke luteranske, reformirane i ujedinjene crkve u EKD, sve švicarske reformirane crkve, Protestantska crkva u Nizozemskoj, Ujedinjena protestantska crkva u Belgiji, Ujedinjena protestantska crkva Francuske, Danska, Švedska, Islandska, Norveška i Crkva ujedinjenja u Australiji. Evanđeosko-luteranska crkva Finske dopušta molitvu za istospolne parove. Crkva metropolitanske zajednice osnovana je posebno kako bi služila kršćanskoj LGBT zajednici. Globalno savezništvo afirmirajućih apostolskih pentekostala (GAAAP) vuče korijene iz 1980. godine, čineći ga najstarijom postojanom apostolskom pentekostnom denominacijom koja potvrđuje LGBT zajednicu. Druga takva organizacija je Međunarodna afirmirajuća pentekostna crkva, trenutno najveća afirmirajuća pentekostna organizacija, s crkvama u SAD-u, Velikoj Britaniji, Srednjoj i Južnoj Americi, Europi i Africi.
Denominacije koje imaju afirmativan stav prema LGBT zajednici homoseksualnost smatraju prirodnom pojavom. Ujedinjena Crkva Kristova slavi homoseksualne brakove, a neki dijelovi anglikanske i luteranske crkve omogućuju blagoslov homoseksualnih zajednica. Ujedinjena crkva Kanade također dopušta istospolne brakove i na seksualnu orijentaciju gleda kao na Božji dar. Unutar anglikanske zajednice postoji otvoreno gej svećenstvo; na primjer, Gene Robinson otvoreno je gej biskup u američkoj biskupskoj crkvi. Unutar luteranskog zajedništva postoji i otvoreno homoseksualno svećenstvo. Na primjer, biskup Eva Brunne otvoreno je lezbijska biskupica u Švedskoj Crkvi. Takve vjerske skupine i vjeroispovijesti tumače svete spise i doktrine na način koji ih navodi na prihvaćanje da je homoseksualnost moralno prihvatljiva i prirodna pojava. Na primjer, 1988. godine Ujedinjena crkva Kanade, najveća protestantska denominacija te zemlje, potvrdila je da „a) Sve osobe, bez obzira na svoju seksualnu orijentaciju, koje ispovijedaju Isusa Krista i poslušnost Njemu, mogu biti ili postati punopravnim članovima Crkva; i b) Svi članovi Crkve imaju pravo na članstvo u Naređenom Ministarstvu.” Generalna skupština te Crkve 2000. godine nadalje je potvrdila da su „ljudske seksualne orijentacije, bilo heteroseksualne ili homoseksualne, Božji dar i dio čudesne raznolikosti stvaranja.”
Uz to, neke kršćanske vjeroispovijesti poput Moravske crkve vjeruju da Biblija negativno govori o homoseksualnim činovima, ali, kako se nastavlja istraživanje o tom pitanju, Moravska crkva nastoji uspostaviti politiku homoseksualnosti i ređenja homoseksualaca. Godine 2014. Moravska crkva u Europi dopustila je blagoslov istospolnih zajednica.
Liberalni kvekeri, oni koji su članovi Britanskog godišnjeg sastanka i Generalne konferencije prijatelja u SAD-u, odobravaju istospolne brakove i zajednice. Kvekeri su prva kršćanska skupina u Ujedinjenom Kraljevstvu koja se zalagala za ravnopravan brak, a kvekeri u Britaniji službeno su priznali istospolne veze 1963. godine.
Ujedinjena metodistička crkva izabrala je lezbijsku biskupicu 2016. godine, a Biskupsko vijeće je 7. svibnja 2018. predložilo Plan jedne crkve, koji će omogućiti pojedinim župnicima i regionalnim crkvenim tijelima da odluče hoće li zarediti LGBT svećenstvo i obavljati istospolna vjenčanja. Dana 26. veljače 2019., posebno zasjedanje Generalne konferencije odbacilo je Plan jedne crkve i izglasalo jačanje službenog protivljenja istospolnim brakovima i otvoreno zaređivanje LGBT svećenstva.

#### Razni pogledi
Crkve unutar luteranstva zauzimaju različite stavove, počevši od označavanja homoseksualnih djela kao grešnih do prihvaćanja homoseksualnih odnosa. Primjerice, Luteranska crkva – Missouri Sinoda, Luteranska crkva Australije i Wisconsin Evangeličko-luteranska sinoda prepoznaju homoseksualno ponašanje kao suštinski grešno i nastoje služiti onima koji se bore s homoseksualnim sklonostima. Međutim, Švedska crkva, Danska crkva, Norveška ili luteranske crkve Evanđeoske crkve u Njemačkoj sklapaju istospolne brakove, dok Evangeličko-luteranska crkva u Americi i Evangeličko-luteranska crkva u Kanadi otvaraju službu crkve za homoseksualne pastire i druge profesionalne radnike koji žive u predanim vezama. Etiopska Mekane Yesus luteranska crkva, međutim, zauzela je stav da je brak svojstveno muškarcu i ženi i formalno je prekinula suradnju s ELCA-om, doktrinarnim stavom koji je etiopsku crkvu koštao financijske potpore ELCA-e.

#### Konzervativni stav
Neke glavne protestantske vjeroispovijesti, poput afričkih metodističkih crkava, Reformirane crkve u Americi i Prezbiterijanske crkve u Americi imaju konzervativan stav o ovoj temi.
Adventistička crkva sedmog dana „prepoznaje da je svako ljudsko biće vrijedno u očima Boga i nastoji služiti svim muškarcima i ženama [uključujući homoseksualce] u Isusovom duhu”, istodobno tvrdeći da je sam homoseksualni seks prema Bibliji zabranjen. „Isus je potvrdio dostojanstvo svih ljudi i suosjećajno se obratio osobama i obiteljima koje trpe posljedice grijeha. Ponudio je brižnu službu i riječi utjehe za ljude koji se bore, istovremeno razlikujući svoju ljubav za grešnike od njegovog čistog učenja o grešnim praksama.”
Anglikanska crkva uvjerava ljude s istospolnom privlačnošću da ih Bog voli i dobrodošli su kao punopravni članovi Kristova tijela. Crkveno vodstvo ima različita gledišta u vezi s homoseksualnim izražavanjem i ređenjem. Neki izrazi seksualnosti smatraju se grešnima, uključujući „promiskuitet, prostituciju, incest, pornografiju, pedofiliju, grabežljivo seksualno ponašanje i sadomazohizam (koji svi mogu biti heteroseksualni i homoseksualni). Crkva je zabrinuta pritiscima na mlade da rano budu seksualno aktivni i potiče apstinenciju. Većina anglikanske zajednice ne odobrava homoseksualne aktivnosti, osim Biskupske crkve, Škotske biskupske crkve i Anglikanske crkve Kanade, koja se suočava s mogućim isključenjem iz međunarodnih anglikanskih tijela zbog tog pitanja.[nedostaje izvor]
Konzervativni kvekeri, oni iz Friends United Meetinga i Evangelical Friends Internationala vjeruju da su seksualni odnosi oprošteni samo u braku, kojeg definiraju da je (isključivo) između muškarca i žene.
Konfesionalne luteranske crkve uče da je grešno imati homoseksualne želje, čak i ako one ne vode homoseksualnim aktivnostima. U doktrinarnoj izjavi koju je izdala Wisconsin Evangeličko-luteranska sinoda navodi se da je razlikovanje homoseksualne orijentacije od čina homoseksualnosti zbunjujuće:
„Grijeh homoseksualnosti ne možemo ograničiti na djela, ali ne i na želje, kao što heteroseksualni grijeh ne možemo ograničiti na djela, ali ne i na želje. Sveto pismo jasno uključuje želje i sklonosti ka grešnim postupcima u kategoriji grijeha (Mt 5,27–28). To vrijedi i za homoseksualni i za heteroseksualni grijeh.”
Međutim, ispovjednički luterani također upozoravaju na selektivni moral koji oštro osuđuje homoseksualnost dok se olako odnosi prema drugim grijesima. 

### Evanđeoske crkve
Položaji evanđeoskih crkava su različiti. Oni se kreću od liberalnih do konzervativnih, do umjerenih. Neke su evanđeoske vjeroispovijesti zauzele neutralne stavove, prepuštajući izbor lokalnim crkvama da se odluče oko pitanja istospolnog braka.

#### Evanđeosko konzervativni stav
Mnogi američki evanđeoski i fundamentalistički kršćani homoseksualna djela smatraju grešnima i misle da ih društvo ne bi trebalo prihvatiti. Oni imaju tendenciju interpretirati biblijske stihove koji se odnose na homoseksualne radnje na način da je heteroseksualnu obitelj stvorio Bog kao temelj civilizacije i da su istospolni odnosi u suprotnosti s Božjim dizajnom za brak i krše njegovu volju. Kršćani koji se protive homoseksualnim vezama ponekad tvrde da je istospolna seksualna aktivnost neprirodna.
U fundamentalističkim i konzervativnim pogledu postoje anti-homoseksualni aktivisti na TV-u ili radiju koji tvrde da je homoseksualnost uzrok mnogih socijalnih problema, poput terorizma. Neke evanđeoske crkve u Ugandi snažno se protive homoseksualnosti i homoseksualcima. Oni su se zalagali za zakone koji kriminaliziraju homoseksualnost. Česta su generalizacija i uporaba predrasuda za širenje mržnje prema homoseksualnim osobama.
Suprotstavljajući se tumačenjima Biblije koja podržavaju homoseksualne odnose, konzervativni kršćani zagovarali su pouzdanost Biblije,  i značenje tekstova povezanih s homoseksualnim činovima, iako često videći što mnogi homoseksualni autori nazivaju umanjivanje autoriteta Biblije ideološkim pokretom.
Kao alternativu školski-sponzoriranom Danu tišine koji se suprotstavlja nasilju nad LGBT učenicima, konzervativni kršćani organizirali su Inicijativu Zlatno pravilo, gdje su dijelili kartice s porukama: „Kao Kristovi sljedbenici, vjerujem da su svi ljudi stvoreni na sliku Božju i zato zaslužuju ljubav i poštovanje”. Drugi su stvorili Dan dijaloga kako bi se suprotstavili onome za što vjeruju da je prešućivanje kršćanskih učenika koji javno objavljuju svoje protivljenje homoseksualnosti.
Dana 29. kolovoza 2017. Vijeće za biblijsku muškost i ženskost objavilo je manifest o ljudskoj spolnosti poznat kao „Nashville izjava”. Izjavu je potpisalo 150 evanđeoskih vođa i uključuje 14 točaka vjerovanja.

##### Skandali
Neki su evanđeoski pastiri koji su držali govore protiv homoseksualnosti izbačeni.
Primjer za to je pastor Ted Haggard, osnivač nedenominacijske karizmatske megacrkvene crkve New Life u Colorado Springsu, koji je oženjen te ima petero djece. Ted je bio anti-homoseksualni aktivist i rekao je da želi zabraniti homoseksualnost u crkvi. Godine 2006. smijenjen je s položaja starijeg pastora nakon što je muški seksualni radnik (koji se bavi poslom prostitucije) tvrdio da je imao spolni odnos s njim tri godine. Nakon poricanja veze, pastor je priznao da su navodi točni.
Tu je bio i baptistički pastor George Alan Rekers iz Južne baptističke konvencije u Sjedinjenim Američkim Državama i psiholog pri Nacionalnom udruženju za istraživanje i terapiju homoseksualnosti. Oženjen i otac djece, aktivist protiv homoseksualnosti prepoznat je s rentboyem angažiranim na putovanju Europom tijekom 2010. godine. Prema njegovim riječima, unajmio je pratnju da mu nosi prtljagu.

#### Liberalni pogledi

##### Međunarodni
Postoje međunarodne evanđeoske denominacije koje podržavaju LGBT zajednicu (tzv. gay-friendly), poput Saveza baptista i Međunarodne pentekostne crkve.

##### SAD
Istraživanje iz 2014. pokazalo je da 43 % evanđeoskih američkih kršćana koji su bijelci u dobi između 18 i 33 godine podržava istospolne brakove. Neke evanđeoske crkve prihvaćaju homoseksualnost i slave homoseksualna vjenčanja. Pastori su također bili uključeni u promjenu tradicionalnog položaja svoje crkve. Godine 2014., Crkva novoga srca La Mirada, baptistička crkva u predgrađu Los Angelesa, zbog toga je izbačena iz Južne baptističke konvencije. Godine 2015. Crkva GracePointe u Franklinu, u predgrađu Nashvillea, donijela je ovu odluku. Izgubila je više od polovice njezine tjedne posjećenosti (s 1.000 na 482).

#### Umjereni pogled
Neke crkve imaju umjeren pogled. Iako ne odobravaju homoseksualne prakse, pokazuju simpatiju i poštovanje prema homoseksualcima.

##### SAD
Odražavajući ovaj stav, neki su župnici, na primjer, pokazali umjerenost tijekom javnih izjava. Na primjer, pastor Joel Osteen iz crkve Lakewood u Houstonu rekao je 2013. da mu je žalosno što se nekoliko kršćanskih službenika usredotočuje na homoseksualnost zaboravljajući druge grijehe opisane u Bibliji. Rekao je da Isus nije došao osuđivati ljude, već ih spasiti. I drugi župnici također dijele ovo mišljenje.
Pastor Carl Lentz iz crkve Hillsong u New Yorku rekao je 2014. godine da su homoseksualci u njihovoj crkvi brojni i molio se da je Hillsong uvijek dobrodošao.
Pastor Andy Stanley iz crkvene zajednice North Point u Alpharetti spomenuo je 2015. da bi crkva trebala biti najsigurnije mjesto na planetu za studente da razgovaraju o bilo čemu, uključujući istospolnu privlačnost.
Također postoji pokret ljudi koji sebe smatraju „homoseksualnim evangelistima”. Pokret koji se sastoji uglavnom od mladih ljudi, pozicioniran je protiv liberala i konzervativaca. Prepoznajući se kao homoseksualci ili biseksualci, ovi mladi ljudi vjeruju da im privlačnost prema istospolnim osobama, iako su prisutni, ne dopušta homoseksualne veze. Kažu da njihovo kršćansko obraćenje nije odmah promijenilo njihove seksualne želje. Inzistiraju na tome da crkva uvijek treba odbiti homoseksualne prakse, ali da treba dobrodošlicu homoseksualcima.
Postoje i vjernici okupljeni u kršćanskim organizacijama evanđeoske orijentacije, poput Tvoje ostale braće (Your Other Brothers) ili Glasa onih bez glasa (Voice of the Voiceless), koji tvrde da ih homoseksualnost ne privlači od početka njihovog novog rođenja, a da nisu pribjegli konverzijskoj terapiji. Inzistiraju na važnosti dobrodošlice i ljubavi prema homoseksualcima, ali smatraju da bi seksualnost trebala biti rezervirana za heteroseksualne brakove.

##### Francuska
Francuski evanđeoski savez, član Europskog evanđeoskog saveza i Svjetskog evanđeoskog saveza, usvojio je 12. listopada 2002. godine, putem svog Nacionalnog vijeća, dokument pod naslovom Foi, espérance et homosexualité („Vjera, nada i homoseksualnost”), u kojem se osuđuje homofobija, mržnja i odbacivanje homoseksualaca, ali koji negira homoseksualne prakse i punopravno članstvo u crkvi homoseksualaca koji se nisu pokajali te onih koji odobravaju te prakse. Godine 2015., Conseil national des évangéliques de France (Francusko nacionalno vijeće evangelika) potvrdilo je svoj stav po tom pitanju suprotstavljajući se brakovima istospolnih parova, istovremeno ne odbijajući homoseksualce, ali želeći im ponuditi više od blagoslova; pratnju i dobrodošlicu.
Francuski evanđeoski pastor Philippe Auzenet, kapelan udruge Oser en parler, redovito intervenira na tu temu u medijima. Promovira dijalog i poštovanje, kao i senzibilizaciju radi boljeg razumijevanja homoseksualaca. Također je 2012. godine rekao da bi Isus otišao u gej bar, jer je svim ljudima dolazio s ljubavlju. 

##### Nigerija
Philip Igbinijesu, pastor evanđeoske crkve Lagos Word Assembly, rekao je u poruci svojoj crkvi da je nigerijski zakon o homoseksualnosti (poticanje na denuncijaciju) pun mržnje. Podsjetio je da su homoseksualci Božja stvorenja i da se prema njima treba odnositi s poštovanjem.

### Restoracijske crkve
Restoracijske crkve, poput Jehovinih svjedoka, Adventista sedmog dana i Crkve Isusa Krista svetaca posljednjih dana, općenito uče da su homoseksualci 'slomljeni' i da ih je moguće 'popraviti'. Kristova zajednica, ogranak mormonizma, u potpunosti prihvaća LGBT osobe, obavlja vjenčanja za homoseksualne i lezbijske parove i zaređuje pripadnike LGBT zajednice. Unutar restauratorskih crkava svrstanih sa Stone-Campbellom pogledi su različiti. Kristove crkve (A Capella) i Neovisne kršćanske crkve / Kristove crkve uglavnom se pridržavaju vrlo konzervativne ideologije; socijalno, politički i vjerski i općenito ne prihvaćaju otvoreno LGBT članove i neće održavati vjenčanja za gay i lezbijske parove. Kristovi učenici u potpunosti prihvaćaju LGBT osobe, često izvode vjenčanja za homoseksualne i lezbijske parove i zaređuje LGBT članove. Ujedinjena Kristova crkva službeno je „otvorena i potvrđujuća” crkva. Druge restauratorske crkve poput Braće i Millerske crkve zauzele su mješovite stavove, ali sve više prihvaćaju LGBT populaciju, a neke njihove kongregacije potpuno prihvaćaju LGBT osobe u svim aspektima vjerskog i političkog života.

## Stavovi koji podržavaju homoseksualnost
U 20. stoljeću teolozi poput Jürgena Moltmanna, Hansa Künga, Johna Robinsona, biskupa Davida Jenkinsa, Don Cupitta i biskupa Jacka Sponga osporavali su tradicionalne teološke stavove i shvaćanja Biblije; nakon ovog razvoja neki su sugerirali da su odlomci pogrešno prevedeni ili da se ne odnose na ono što mi razumijemo kao „homoseksualnost”. Clay Witt, ministar u metropolitanskoj zajednici, objašnjava kako teolozi i komentatori poput Johna Shelbyja Sponga, Georgea Edwardsa i Michaela Englanda tumače zabrane protiv određenih seksualnih činova kao izvorno zamišljeno kao sredstvo za razlikovanje vjerskog štovanja između abrahamske i okolnih poganskih vjera., unutar kojeg su homoseksualni činovi bili dio idolopokloničkih vjerskih praksi: „Engleska tvrdi da bi se na ove zabrane moralo gledati kao da su usmjerene protiv seksualnih praksi obožavanja kulta plodnosti.” Kao i kod ranijih referenci od strane Strong'sa, on primjećuje da je ovdje korištena riječ »gnusoba« (ili grozota, izvorno od engl. abomination) izravno povezana s idolopoklonstvom i idolopokloničkim postupcima kroz Hebrejski zavjet. Edwards daje sličan prijedlog, primjećujući da »kontekst dviju zabrana iz Leviticusa 18:22 i Leviticusa 20:13 sugerira da ono što se suprotstavlja nije istospolna aktivnost izvan kulta, kao u modernom sekularnom smislu, već unutar kulta identificiran kao kanaanski.«
Godine 1986. Evanđeoski i ekumenski ženski klub (EEWC), tada poznat kao Evangelički ženski kokus (kokus, od engleskog Caucus,  označava sastanak članova), donio je rezoluciju u kojoj stoji: „Dok su homoseksualni ljudi Božja djeca i zbog biblijskog mandata Isusa Krista kako smo svi stvoreni jednaki u Božjim očima i prepoznajući prisutnost lezbijske manjine u EWCI, EWCI zauzima čvrst stav u korist zaštite građanskih prava za homoseksualne osobe.”
Neki kršćani vjeruju da su biblijski dijelovi pogrešno prevedeni ili da se ti dijelovi ne odnose na LGBT orijentaciju kako se trenutno razumije. Liberalno kršćanski učenjaci, poput konzervativnih kršćanskih učenjaka, prihvaćaju ranije verzije tekstova koji čine Bibliju na hebrejskom ili grčkom. Međutim, unutar ovih ranih tekstova postoji mnogo izraza koje su moderni znanstvenici protumačili drugačije od prethodnih generacija učenjaka. Postoji zabrinutost zbog pogrešaka pri kopiranju, krivotvorenja i pristranosti među prevoditeljima kasnijih Biblija. Smatraju da neki stihovi poput onih za koje kažu da podržavaju ropstvo ili inferiorni tretman žena danas nisu valjani i protiv volje Božje prisutne u kontekstu Biblije. Oni navode ta pitanja kada zagovaraju promjenu teoloških pogleda na seksualne odnose u odnosu na ono što kažu da je ranije mišljenje. Razlikuju različite seksualne prakse, tretiranje silovanja, prostitucije ili hramovnih seksualnih rituala kao nemoralne, a one koji su u predanim odnosima pozitivne, bez obzira na seksualnu orijentaciju. Oni smatraju da se određeni stihovi, za koje smatraju da se odnose samo na homoseksualna silovanja, ne odnose na sporazumne homoseksualne odnose. 
Profesor s Yalea John Boswell tvrdio je da su brojni rani kršćani ušli u homoseksualne veze, te da su određene biblijske ličnosti imale homoseksualne veze, poput Rute i njezine svekrve Naomi, Danijela i sudskog dužnosnika Ashpenaza, te Davida i sina kralja Saula, Jonathana. Boswell je također tvrdio da je adelfopoeza, obred vezivanja dvojice muškaraca, bila slična vjerski sankcioniranoj istospolnoj zajednici. Nakon što je sudjelovala u takvom obredu, osobi je bio zabranjen ulazak u brak ili polaganje redovničkih zavjeta, a sama koreografija službe usko je paralelna s obredom vjenčanja. Njegovi stavovi nisu naišli na široko prihvaćanje, a protivnici su tvrdili da je ovaj obred posvetio platonsku bratsku vezu, a ne homoseksualnu zajednicu. Također je tvrdio da je osuda homoseksualnosti započela tek u 12. stoljeću. Boswellovi kritičari ističu da mnogi raniji doktrinarni izvori osuđuju homoseksualnost kao grijeh, čak i ako ne propisuju određenu kaznu, te da se Boswellovi argumenti temelje na izvorima koji su odražavali opći trend ka strožim kaznama, a ne promjenu doktrine, od 12. stoljeća nadalje.
Desmond Tutu, bivši anglikanski nadbiskup Cape Towna i dobitnik Nobelove nagrade za mir, opisao je homofobiju kao „ zločin protiv čovječnosti „ i „pomalo nepravedno” kao apartheid: „Borili smo se protiv apartheida u Južnoj Africi, podržani od strane ljudi širom svijeta, jer su crnci krivi i natjerani da pate zbog nečega oko čega nismo mogli ništa učiniti, naše kože. Isto je i sa seksualnom orijentacijom. Ona je dana... Tretiramo ih [homoseksualce i lezbijke] kao parije (sinonim za izgnanike) i tjeramo ih izvan naših zajednica. Natjeravamo ih da sumnjaju da su i oni djeca Božja – i ovo mora biti gotovo krajnje bogohuljenje. Krivimo ih za ono što jesu.”
Suvremeni homoseksualni vođa kršćanina Justin R. Cannon promiče ono što naziva „inkluzivnim pravoslavljem” ('pravoslavlje ' u tom smislu ne treba miješati s Istočnom pravoslavnom crkvom). Na svojoj web stranici službe objašnjava: „Inkluzivno pravoslavlje je uvjerenje da Crkva može i mora uključivati LGBT osobe bez žrtvovanja Evanđelja i apostolskog učenja kršćanske vjere.” Cannonova služba zauzima jedinstven i različit pristup od modernih liberalnih kršćana, a istovremeno podržava homoseksualne odnose. Njegova služba potvrđuje božansku inspiraciju Biblije, autoritet tradicije i kaže „...da u punom životu i službi kršćanske crkve postoji mjesto za lezbijske, homoseksualne, biseksualne i transrodne kršćane, i one koji pozvani su na doživotni celibat i oni koji su u partnerstvu.”
Danas mnogi religiozni ljudi sve više potvrđuju svoj pozitivan stav vezan uz istospolne veze, čak i u denominacijama koje imaju službene stavove protiv homoseksualnosti. U Sjedinjenim Američkim Državama ljudi u denominacijama koji su protiv istospolnih veza brzo se liberaliziraju, iako ne tako brzo kao oni u afirmiranijim skupinama. Ova društvena promjena stvara napetost u mnogim denominacijama, pa čak i raskole i masovna napuštanja mormona i drugih konzervativnih skupina.
Papa Franjo izrazio je podršku istospolnim civilnim zajednicama tijekom intervjua u dokumentarnom filmu Francesco, koji je premijerno prikazan na Filmskom festivalu u Rimu 21. listopada 2020.

### Homoseksualni kršćani i organizacije
George Barna, konzervativni kršćanski autor i istraživač, proveo je istraživanje u Sjedinjenim Američkim Državama 2009. godine koje je otkrilo da su homoseksualci i lezbijke s kršćanskom pripadnošću brojniji nego što se pretpostavljalo. Neke od svojih vodećih zaključaka iz podataka okarakterizirao je na sljedeći način: „Ljudi koji homoseksualne odrasle osobe prikazuju kao bezbožne, hedonističke, kršćanske barabe ne rade s činjenicama. Značajna većina homoseksualaca svoju vjeru navodi kao središnju aspekt svog života, smatraju se kršćanima i tvrde da imaju neku vrstu značajne osobne predanosti Isusu Kristu koja je aktivna u njihovom životu danas.” Barna je također otkrio da su LGBT osobe vjerojatnije vjeru tumačiti kao individualno, a ne kao kolektivno iskustvo.
Candace Chellew-Hodge, liberalna kršćanska lezbijska utemeljiteljica internetskog časopisa Whosoever (engl. Tko god), odgovorila je na otkrića: „Sve u svemu, zahvalna sam što je Barna čak i zalutao u temu homoseksualnih i lezbijskih vjerskih uvjerenja. Mislim da je njegovo proučavanje važno i da može daleko doprinijeti rastjerivanju starih „homoseksualaci vs. Bog” podvojenosti koja se prečesto igra u medijima. Međutim, ona smatra da je njegova ukupna poruka još uvijek štetna. Homoseksualci i lezbijke su kršćani - ali ne i dovoljno dobri kao heteroseksualni kršćani” Tvrdila je da je Barna svoje izvješće formulirao s pretjeranom ironijom i skepticizmom te da nije uzeo u obzir razloge za podatke koji su oživljavali njegov skriveni motiv. Razlog zašto mnogo manje homoseksualaca pohađa crkvu je, ustvrdila je, taj što je mnogo manje crkava koje će ih prihvatiti. Jednako tako, homoseksualci i lezbijke ne vide Bibliju kao nedvosmisleno istinitu jer su njezinom primjenom prisiljeni da je čitaju pažljivije i s manje lakovjernosti, navodeći ih da uoče bezbrojne proturječnosti. 

Organizacije za homoseksualne kršćane postoje u širokom rasponu vjerovanja i tradicija. Interdenominacijsko udruženje Q Christian Fellowship (koje je ranije djelovalo pod nazivom Gay Christian Network) ima neke članove koji afirmiraju istospolne veze, i druge koji se obvezuju na celibat, skupine koje naziva „strana A”, odnosno „strana B”. Prema osnivaču Justinu Leeju,
„Samo pokušavamo okupiti ljude koji osjećaju privlačnost prema istom spolu, no oni su to riješili, te koji vole Isusa i kažu, u redu, dobrodošli ste ovdje, pomolimo se i pokušajmo shvatiti gdje nas Bog želi uzeti”.
Neke organizacije pružaju usluge isključivo homoseksualnim kršćanima koji ne žele imati homoseksualni spolni odnos ili privlačnost; a ciljevi ovih organizacija variraju. Neke se kršćanske skupine usredotočuju na jednostavno suzdržavanje od homoseksualnog seksa, poput Courage International i North Star. Druge skupine dodatno potiču članove homoseksualaca da smanje ili eliminiraju istospolne privlačnosti. Love Won Out, i sada već ugašeni, Exodus International primjeri su takvih službi. Te se skupine ponekad nazivaju ex-gay (Bivši gay) organizacijama, iako mnoge više ne koriste taj izraz. Alan Chambers, predsjednik Exodusa, kaže da izraz pogrešno podrazumijeva potpunu promjenu seksualne orijentacije, iako grupa Roditelji i prijatelji bivših homoseksualaca i homoseksualaca i dalje koristi taj izraz. Uz to, pojedini kršćani koji se identificiraju kao homoseksualci koji se samovoljno slažu s konzervativnom etikom i sami postaju glasniji.
Gay kršćanski pisac i glumac Peterson Toscano tvrdi da su organizacije koje promiču promjenu orijentacije „varka”. Organizacija koju je on osnovao, imena Beyond Ex-Gay, podržava ljude koji osjećaju da su ih takve organizacije ranile.
Druge skupine podržavaju ili zagovaraju homoseksualne kršćane i njihove odnose. Primjerice, u Sjedinjenim Američkim Državama IntegrityUSA zastupa interese lezbijskih i homoseksualnih kršćana u Biskupskoj crkvi, dok ujedinjeni metodisti imaju mrežu pomirenja ministarstava, a evanđeoski kršćani zabrinute evangeliste. Godine 2014. Ujedinjena Kristova crkva pokrenula je tužbu osporavajući zabranu Sjeverne Karoline istospolnih brakova, što je prvi američki izazov zabranama istospolnih brakova temeljenog na vjeri; Savez baptista pridružio se tužbi kasnije te godine.
U Europi lezbijski i homoseksualni evanđeoski kršćani imaju europski forum. Inkluzivna crkva djeluje unutar svjetske anglikanske zajednice na nizu pitanja diskriminacije, uključujući pitanja LGBT svećenstva i ljudi u crkvi. Najdugovječnija skupina za lezbijske i homoseksualne kršćane u Velikoj Britaniji, osnovana 1976. godine, je nedenominirani Lezbijski i homoseksualni kršćanski pokret; posebno usmjerena na zadovoljavanje potreba lezbijskih i homoseksualnih evangelika, postoji Evanđeosko društvo za lezbijske i homoseksualne kršćane; Konkretno rad unutar Engleske crkve je promjena stava  koji također uzima međunarodnu pozornost u radu na afirmaciji homoseksualaca, lezbijki, biseksualaca i transrodnih osoba u okviru anglikanske zajednice.
Sociolog Richard N. Pitt tvrdi da su ove organizacije dostupne samo LGBT pripadnicima liberalnih denominacija, za razliku od onih u konzervativnim denominacijama. Njegov pregled literature o homoseksualnim kršćanima sugerira da te organizacije ne samo da zastupaju interese kršćana koji pohađaju njihove crkve, već (poput crkava homoseksualnih i homoseksualnih afirmacija) tim članovima daju korisne odgovore na homofobnu i heteroseksističku retoriku. Njegovo istraživanje pokazuje da oni LGBT kršćani koji borave u homofobnim crkvama „ubijaju glasnika” napadajući ministrovo znanje o homoseksualnosti, osobnom moralu, usredotočenosti na grijeh umjesto opraštanja i motivaciji za propovijedanje protiv homoseksualnosti.